# Estadio de Torrero
El estadio de Torrero era un campo de fútbol de Zaragoza (España), situado en el barrio de Torrero. Fue el terreno de juego del Iberia Sport Club, equipo más destacado del fútbol aragonés de los años veinte, para después de su disolución, pasar a ser el primer campo del Real Zaragoza durante su primer cuarto de siglo de vida, hasta la inauguración del Estadio de La Romareda en 1957.

## Historia
La inauguración del Campo de Torrero tuvo lugar con un partido entre el Iberia y el Osasuna el 7 de octubre de 1923 con resultado de 4-1 a favor del equipo zaragozano.
Con una capacidad de 8.000 espectadores —en su época fue uno de los estadios más importantes del territorio nacional fuera de los terrenos de juego que se encontraban en los vecinos País Vasco y Cataluña— fue sede de la final de Copa del Rey de fútbol de 1927 y de un partido internacional de la Selección española de fútbol el 14 de abril de 1929 contra Francia.
En los primeros años, desde su inauguración en 1923 hasta el nacimiento del Zaragoza Foot-ball Club (nombre de origen del actual Real Zaragoza) en 1932, fue el campo donde jugó como local el Iberia Sport Club, el equipo más importante de Aragón. Por aquel entonces el estadio tenía cuatro gradas, una en cada borde. Ya en el verano del año 1943 el Zaragoza F. C. amplió las gradas norte, este y oeste para llegar a un aforo de 15.020 espectadores.
El 11 de septiembre de 1949, en el primer partido como local del Zaragoza F. C. tras su retorno a la Segunda División, hubo un accidente en el estadio cayéndose parte de la grada este debido a la lluvia. Murió un espectador y otros siete fueron heridos. Al terminar la temporada se arregló, ampliándose la grada este y llegando el estadio hasta una capacidad de 20.000 espectadores.
La temporada 1956/57 fue la última del ya Real Zaragoza en Torrero, ascendiendo desde Segunda a Primera división. El último partido jugado en el estadio fue un partido de Copa el 28 de abril de 1957 contra la Real Sociedad que terminó en empate.
El estadio pasó a ser propiedad del Ayuntamiento de Zaragoza hasta los años 1970, cuando comenzaron a venderse y construirse las parcelas que ocupaba, derribándose su última grada a finales de los 80. Actualmente en su antiguo solar situado en la hoy denomoninada calle Lasierra Purroy se alzan viviendas, además de un pequeño parque, el centro cívico y la biblioteca municipal del barrio.

## Anexos
| Estadísticas                                                  | Información                                                                                                | Clubes relacionados | Infraestructura                                                                    |
| ------------------------------------------------------------- | --- | --- | ---------------------------------------------------------------------------------- |
| - Jugadores del Real Zaragoza - Trayectoria del Real Zaragoza | - Entrenadores del Real Zaragoza - Presidentes del Real Zaragoza - Historia del uniforme del Real Zaragoza | - Deportivo Aragón - Iberia Sport Club - Zaragoza Club Deportivo - Real Sociedad Atlética Stadium - Zaragoza Foot-Ball Club (1921) - Club Deportivo Fuenclara | - Estadio de La Romareda - Estadio de Torrero - Ciudad Deportiva del Real Zaragoza |